# Ornö Runt
Ornö Runt är en kappsegling runt Ornö i Stockholms södra skärgård, som i regel genomförs på Pingstafton eller närliggande helg. Kappseglingen arrangeras av Tyresö Båtklubb. Tävlingen har karaktären av en försäsongstävling i likhet med Lidingö Runt med ett stort antal deltagande familjebåtar.

## Historia
Den första kappseglingen Ornö Runt genomfördes 1973. Som mest har tävlingen lockat 400 deltagare. 2013 var det 200 deltagare.

## Bana
Banan som går medsols runt Ornö med start och målgång utanför Kolnäsviken på västra sidan av Ornö, är cirka 23 M med stor valfrihet att välja en egen segelrutt som inkluderar rundningsbojarna.
Position WGS84, Ornö Runt, start och målgång: 59°5′9.7″N 18°23′11.8″Ö / 59.086028°N 18.386611°Ö